# John Nelson Darby

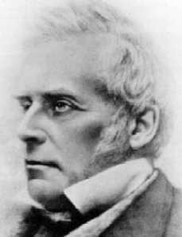
John Nelson Darby.

John Nelson Darby, (18 de novembre de 1800 - 29 d'abril de 1882) fou un evangelista anglo-irlandès, i una figura influent entre els Germans de Plymouth. És considerat el pare del Dispensacionalisme modern. Va fer una traducció de la Bíblia sobre la base dels textos hebreu i grec anomenada Bíblia Darby.

## Biografia
John Nelson Darby va néixer a Westminster, Londres, i fou batejat a Saint Margaret's, Westminster el 3 de març de 1801. Descendent d'una família anglo-irlandesa, el seu segon nom va ser atorgat en reconeixement del seu padrí i amic de la família, Lord Nelson.
Darby es va educar a la Westminster School i al Trinity College de Dublín on es va graduar amb medalla d'or el 1819. El 1825, va ser ordenat diaca de l'Església d'Irlanda i l'any següent sacerdot. Darby es va convertir en capellà i es va distingir per l'èxit del seu ministeri entre els pagesos catòlics.
A l'octubre de 1827, va caure d'un cavall i va resultar greument ferit. Més tard va declarar que va ser durant aquest temps que va reconèixer que el "regne" que es descriu en el Llibre d'Isaïes i en altres parts de l'Antic Testament és totalment diferent de l'església cristiana. Durant els cinc anys següents, va desenvolupar els principis de la seva teologia
El 1832 formar un moviment ara conegut com el de Germans de Plymouth. John Nelson Darby no va declarar oficialment la seva separació de l'Església d'Irlandesa fins al 1832 en una reunió anual d'estudiants de la Bíblia. En aquesta conferència va ser on es va descriure per primera vegada el seu descobriment anomenat "el secret del rapte".
Darby viatjà per Europa i Gran Bretanya en els anys 1830 i 1840. Va fer 11 conferències importants a Ginebra el 1840 que li van donar una reputació com un dels principals intèrprets de la profecia bíblica. Va fer almenys 5 viatges missioners a l'Amèrica del Nord entre 1862 i 1877. Va treballar principalment a Nova Anglaterra, Ontario i la Regió dels Grans Llacs, però es va prorrogar un viatge de Toronto a Sydney a través de San Francisco, Hawaii, i Nova Zelanda. En anglès va escriure una sinopsi de la Bíblia i molts altres articles acadèmics religiosos. També va escriure himnes i poemes, entre els quals, "El Baró de dolors". També va ser un comentarista bíblic.
Va morir el 1882 als 81 anys a Sundridge Cambra, Bournemouth i està enterrat a Bournemouth, Dorset, Anglaterra.

## Obres
- La Santa Bíblia una nova traducció de J.N. Darby, una edició paral·lela, Bíblia verds públics: Addison, Illinois.
- Els escrits de JN Darby cortesia de stempublishing.com
- Les Sagrades Escriptures (una nova traducció dels idiomes originals de JN Darby) per cortesia de stempublishing.com
- Una carta per JN Darby, Elberfeld, 23 d'octubre de 1861